# Comunità montana del San Vicino
La Comunità montana del San Vicino era la Comunità Montana che comprendeva i Comuni di Cingoli, Apiro e Poggio San Vicino. La Comunità Montana aveva sede a Cingoli, in provincia di Macerata nelle Marche. L'Ente a far data dal 1 gennaio 2010 è confluito nella Comunità Montana - Ambito 4 di San Severino Marche, a sua volta trasformato in Unione Montana Potenza Esino Musone a far data dal 1 gennaio 2015.

## Comuni
È costituita dai comuni di:
| Rank | Comune            | Superficie (km²) | Abitanti | Densità (ab./km²) | Altitudine (m s.l.m.) | Frazioni |
| ---- | ----------------- | ---------------- | -------- | ----------------- | --------------------- | --- |
| 1    | Apiro             | 53,78            | 2.298    | 42,73             | 516                   | Casalini, Favete, Frontale |
| 2    | Cingoli           | 148,20           | 10.352   | 69,85             | 631                   | Avenale, Botontano, Capo di Rio, Carciole, Castel Sant'Angelo, Castreccioni, Cervidone I, Cervidone II, Civitello, Colcerasa, Colle, Colognola, Grottaccia, Lago Castreccioni, Marcucci, Moscosi, Mummuiola, Pian della Pieve, Pozzo, Saltregna, San Faustino, San Flaviano, Santa Maria del Rango, Santo Stefano, San Venanzo, San Vittore, Strada (Villa Strada), Torre, Torrone, Troviggiano, Valcarecce |
| 3    | Poggio San Vicino | 13,03            | 314      | 24,10             | 509                   | Serronchia |

I dati sono aggiornati al 31/12/2010